# Francisco José Andrés Romero
Francisco José Andrés Romero (Albacete, Castilla-La Mancha, España, 28 de octubre de 1987), conocido deportivamente como Pulpo Romero o simplemente Pulpo, es un futbolista español que ocupa la demarcación de guardameta. Actualmente milita en el Enosis Neon Paralimni de la Segunda División de Chipre.

## Biografía
El 17 de agosto de 2008 Pulpo llegó por primera vez a la Segunda B, después de unirse a Real Murcia Imperial.
El 18 de julio de 2010 fichó por el CD Leganés de Segunda B.
El 16 de julio de 2011 fichó por el Orihuela CF, también de Segunda B.
En agosto de 2012 Pulpo se trasladó al extranjero por primera vez en su carrera, uniéndose al Doxa Katokopias FC de la Primera División de Chipre. A finales del mes fue cedido al AEK Larnaca también de la Primera División de Chipre a cambio de Alexandre Negri.
El 5 de junio de 2013 Pulpo firmó con AEL Limassol.
El 12 de enero de 2016 volvió a España, tras su paso por Rumanía, fichando por la S.D. Ponferradina de la Segunda División y siendo cedido automáticamente al Atlético Astorga F.C. de la Segunda B para evitar que los maragatos descendieran de categoría.
En julio de 2016, el guardameta, quien formó parte en el pasado curso del Rapid Bucarest y Atlético Astorga, se compromete para el ejercicio 2016-17 con La Roda C.F.
El 7 de julio de 2017 fue fichado por el Enosis Neon Paralimni de la Segunda División de Chipre, con contrato hasta el 31 de mayo de 2018.

## Trayectoria
| Club                                                    | Categoría                  | País    | Año         |
| ------------------------------------------------------- | -------------------------- | ------- | ----------- |
| C.A. Tarazona                                           | Tercera Grupo XVII         | España  | 2006 - 2007 |
| R. C. D. Mallorca "B"                                   | Tercera Grupo XI           | España  | 2007 - 2008 |
| Real Murcia C.F. "B"                                    | Segunda B Grupo IV         | España  | 2008 - 2009 |
| Real Murcia C.F. "B"                                    | Segunda B Grupo IV         | España  | 2009 - 2010 |
| C. D. Leganés                                           | Segunda B Grupo I          | España  | 2010 - 2011 |
| Orihuela C.F.                                           | Segunda B Grupo III        | España  | 2011 - 2012 |
| AEK Larnaca (cedido por el Doxa Katokopias F.C.)        | Primera División           | Chipre  | 2012 - 2013 |
| AEL Limassol FC                                         | Primera División           | Chipre  | 2013 - 2014 |
| AEL Limassol FC                                         | Primera División           | Chipre  | 2014 - 2015 |
| Rapid Bucarest                                          | Liga II                    | Rumania | 2015        |
| Atlético Astorga F.C. (cedido por la S.D. Ponferradina) | Segunda B Grupo I          | España  | 2016        |
| La Roda C.F.                                            | Segunda B Grupo IV         | España  | 2016        |
| Enosis Neon Paralimni                                   | Segunda División de Chipre | Chipre  | 2017        |